# 23rd Street (PATH)
23rd Street is een station van het PATH-spoorwegnetwerk in New York. Het station ligt onder het kruispunt van West 23rd Street en Sixth Avenue (officieel Avenue of the Americas) in de wijk Chelsea in Midtown Manhattan en wordt bediend door de lijnen Journal Square-33rd Street en Hoboken-33rd Street op weekdagen en de lijn Journal Square-33rd Street (via Hoboken) in het weekend.
De twee sporen zijn bereikbaar langs twee zijperrons. In de toegangshal en lokettenruimte van het station is er een verbinding met een metrostation op dezelfde locatie, 23rd Street, onderdeel van het metrotraject van de Sixth Avenue Line. Dat station wordt bediend door de metrolijnen F en M. Onder het station liggen nog twee sporen van de Sixth Avenue Line, die gebruikt worden voor de expressverbindingen op dat traject en waar de treinen van de metrolijnen B en D het station voorbij rijden.  Het PATH station en het metrostation delen dezelfde toegangen op straatniveau.
In de buurt van het station bevindt zich onder meer de Chelsea Stratus, het plein en park Madison Square, de Flatiron Building en de Metropolitan Life Insurance Company Tower.

## Geschiedenis
Het station werd ingehuldigd als de nieuwe noordelijke terminus van de Hudson and Manhattan Railroad op 15 juni 1908. Voor de opening van dit nieuwe station lag de terminus onder het kruispunt van Sixth Avenue met West 19th Street in een station genaamd 19th Street dat tegenwoordig gesloten is. Via de Uptown Hudson Tubes onder de Hudson bood het een verbinding met de New Yorkse voorsteden in New Jersey. Na de opening van het station werd verder noordwaarts langs Sixth Avenue gegraven voor de verbinding met een nieuw eindstation bij 33rd Street, vlak bij Penn Station. Dat traject zou in november 1910 in gebruik genomen worden. In 1940 opende bij het station ook het gelijknamige metrostation, zodat een overstap op het netwerk van de New York City Subway mogelijk werd, met verbindingen naar Queens en Brooklyn.

## Galerij

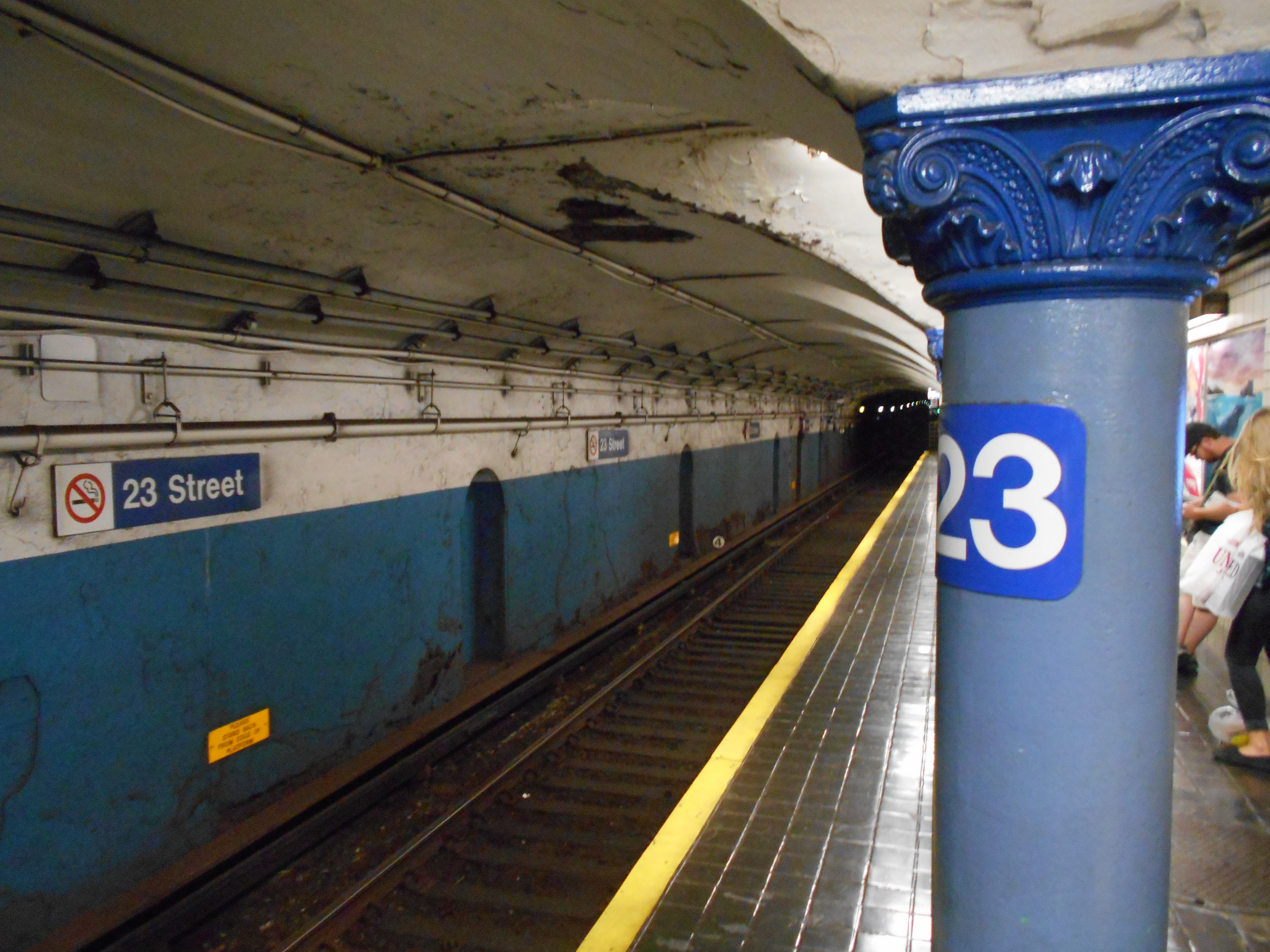
Perron
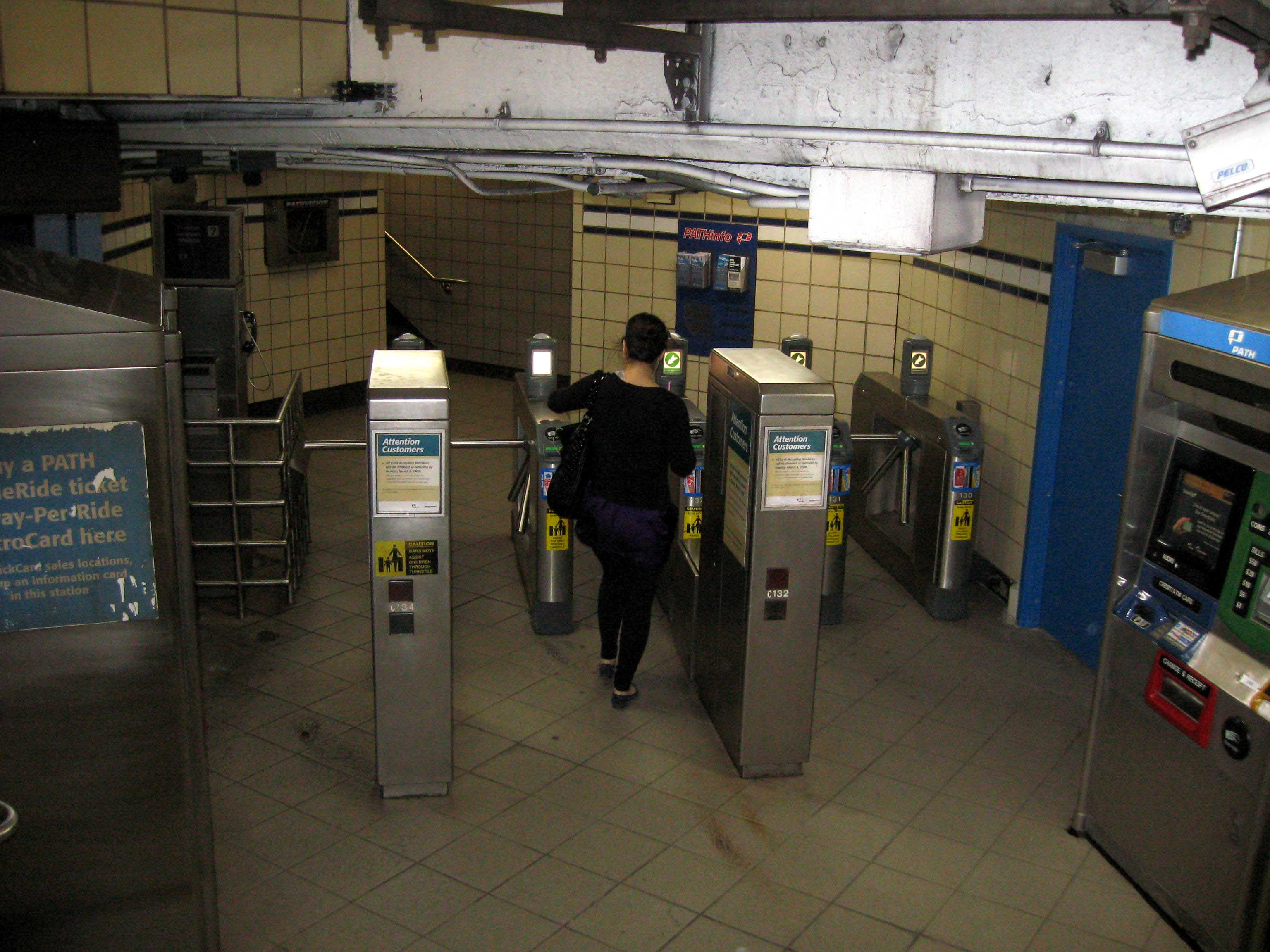
Ticketcontrole